# Power Macintosh 7500
A Power Macintosh 7500 számítógépet az Apple gyártotta és forgalmazta 1995. augusztus 7. és 1996. április 1. között. A Power Macintosh 7500 a Power Macintosh számítógép-családba tartozott. A Power Macintosht szokás Power Mac-ként vagy PM-ként említeni szóban és írásban, az Apple hivatalosan az első G4-es Power Macnél használta a Power Mac megnevezést.
A PM 7500-ast a Power Macintosh 7200 és 8500 gépekkel egyszerre mutatta be az 1995-ös bostoni MacWorld Expón. Az Apple az új Power Macintosh gépeket „Power Surge”-nek nevezte, jelezve, hogy a PowerPC processzoros gépek második generációja jelentős sebességnövekedést kínált elődeihez képest.
A PM 7500-as új házkialakítást mutatott be, amelyet a Mac-rajongók később "Outrigger"-nek neveztek el. A PM 7500-nak két utóda volt, a Power Macintosh 7600, amely PowerPC 604, majd PowerPC 604e processzorral üzemelt – a PM 7500 volt az utolsó PowerPC 601 processzoros modell. A másik utód a Power Macintosh 7300 volt – a csökkenő számozás egyedi az Apple esetében. Itt jelezzük, hogy az Apple soha sem gyártott vagy forgalmazott Power Macintosh 7400-as számítógépet.
A 7500 az egyik első, az Apple által gyártott PCI-képes Mac, a PCI technológia váltotta a korábbi NuBust A PM 7500 100 MHz-es PowerPC 601 processzorral rendelkezett, amely az alaplapba illesztett nyomtatott áramkörön helyeztek el, így a nyák cseréjével oldották meg a processzor cserét. Teljes kompozit videó és S-Video bemeneti csatlakozót is kínált, de nem volt kimenet, mivel a 7500-at videokonferencia-rendszernek tervezték. A PM 8500-at szánta az Apple multimédiás szerkesztőgépnek.

#### A Power Macintosh 7500 technikai leírása
A fekvő házas gép súlya 10 kg, magassága 156 mm, szélessége 366 mm és mélysége 429 mm volt. A számítógépet 100 MHz-es PowerPC 601 processzor vezérelte (L1 cache: 32kB, L2 cache: 256k (opc.)), a rendszerbusz 50 MHz-en működött. Az adatokat a 500 MB, 1 GB SCSI belső merevlemezre lehetett elmenteni. Külső adattárolási lehetőséget az 1,44 MB kapacitású hajlékonylemez meghajtó és 4x CD-ROM kínált. A gépet System 7.5.2 operációs rendszerrel szállították. A nyolc memória helyre az alapkonfigurációban 8 MB, 16 MB (70 ns) memóriát ültettek, maximálisan 1.0 GB kezelésére volt képes a gép a gyári specifikáció szerint. A számítógépnek nem volt saját kijelzője. A videó-kimeneten át 832x624 képpont felbontású jelet adott ki. A kép megjelenítést 2 MB (maximum: 4 MB) videó-memória támogatta. A gép két portot – AAUI és 10Base-T – kínált Ethernet csatlakozáshoz és nem volt beépített modeme. A gépnek a következő csatlakozói voltak: egy ADB, egy DB-25 SCSI-hoz, két Geoport, egy S-videó be, és egy mikrofon (Plain Talk). A gép bővíthetőségét szolgálta egy LC PDS bővítőhely. Külső SCSI eszköz (merevlemez) csatlakoztatására is volt lehetőség.

#### Technikai adatok táblázatban
A táblázat nem tartalmazza az összes műszaki paramétert. Az egyes modelleknél a bemutatáskor érvényes adatokat soroljuk fel, a későbbi frissítéseket nem. Az adatok az Apple adatlapjáról származnak, a hiányzó adatok – egyes gépeknél a kivezetés időpontja, az összes kijelző adat, üzemóra adat... – az Everymac.com oldalról és a Mactracker alkalmazásból valók.
| Gép nevebemutatva kivezetveoperációs rendszer  | Méretmagasság szélesség mélység súly | Processzorprocesszor @órajel L1 és L2 cacherendszerbusz   | Memóriaalap max. @sebességhely, típus                  | Háttértármerevlemezkülső adathordozó | Kijelzőmérete felbontása (képpont)           | Grafikavideókártyamemória (max.) VRAM típus | Csatlakozók, bővíthetőségEthernetmodembelső bővítőhelyegyéb |
| ---------------------------------------------- | ------------------------------------ | --------------------------------------------------------- | ------------------------------------------------------ | ------------------------------------ | -------------------------------------------- | ------------------------------------------- | ----------------------------------------------------------- |
| PM 75001995. aug. 7. 1996. ápr. 1.System 7.5.2 | 156x366x429 mm 10 kg fekvő házas     | PowerPC 601 @100 MHz L1: 32kB L2:256k (opc.)Busz: @50 MHz | 8 MB, 16 MB max: 1.0 GB @70 nsnyolc hely, 168-pin DIMM | 500 MB, 1 GB (SCSI)4x CD-ROM         | nincs kijelző.Videókimenet: 832x624 képpont. | nincs2 MB / 4 MB 1 MB VRAM DIMM             | Ethernet: AAUI és 10Base-T–három PCI                        |

## Power Macintosh számítógépek az időben
| A Power Macintosh számítógépek idővonalon |
| --- |
| |
| A színek kezdete a bemutató időpontja, a forgalmazás több esetben is hónapokkal később kezdődött. Megeshet, hogy egy csík végét kitakarja egy másik csík eleje. Előfordul, hogy a gyártás befejezését követően még egy ideig forgalomban marad a gép adott verziója. A 6100/66 géppel kezdődő sorok az asztali, fekvő Power Macintoshok, a 8100/80 géppel kezdődő sorok az álló Power Macintosok, a kis álló házat szürke csík jelöli. Az 5200/75 LC géppel kezdődő sorok a kijelzővel egybeépített Power Macintoshok. Az Apple adatlapokon nem szereplő adatok forrása az EveryMac. |

## Fordítás
Ez a szócikk részben vagy egészben  a   Power Macintosh 7500 című angol Wikipédia-szócikk ezen változatának fordításán alapul.  Az eredeti cikk szerkesztőit annak laptörténete sorolja fel. Ez a jelzés csupán a megfogalmazás eredetét és a szerzői jogokat jelzi, nem szolgál a cikkben szereplő információk forrásmegjelöléseként.